# Селивёрстова, Екатерина Евгеньевна
Екатерина Евгеньевна Селивёрстова (род. 17 марта 1984 года в Москве, СССР) — российская пловчиха, двукратная чемпионка Европы на дистанции 5 км (2006 и 2010 годов). Трёхкратная вице-чемпионка мира. Многократная чемпионка России.  Заслуженный мастер спорта России. Выступает за ЦСКА.

## Награды и звания
- Заслуженный мастер спорта России[1]